# Einflugschneise

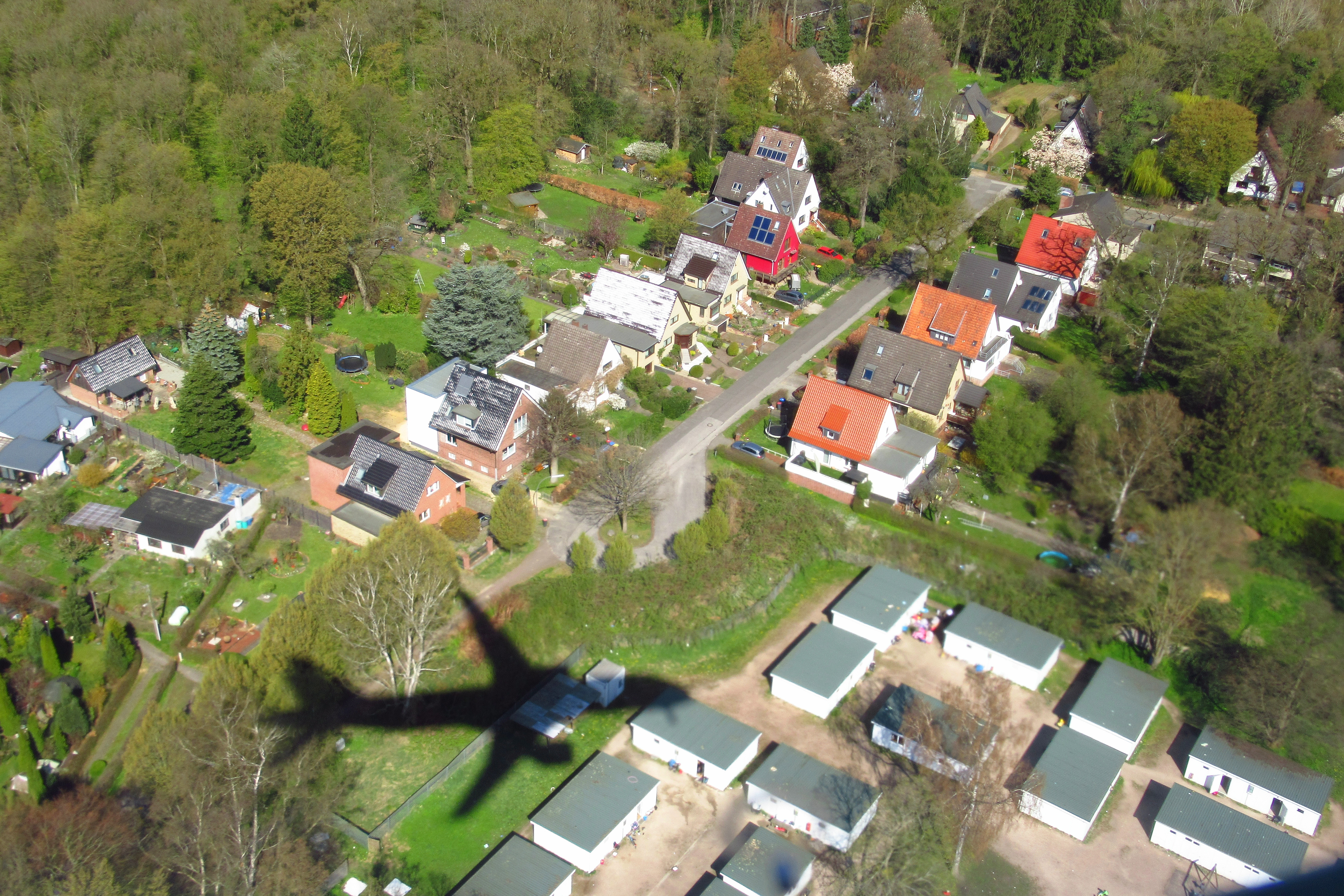
Flugzeugschatten beim Landeanflug einer Linienmaschine über einer dicht besiedelten Flugschneise. Hier in Hamburg-Niendorf am Flughafen Hamburg, 700 m vor Beginn des Flughafengeländes, 1300 m vor Beginn der Landebahn.

Als Einflugschneise oder Anflugschneise bezeichnet man den Bereich in der Nähe von Flugplätzen, in dem Flugzeuge ihren Landeanflug durchführen und die reguläre Mindest-Flughöhe von 300 Metern über Grund unterschreiten. Dieser Bereich liegt normalerweise in einer verlängerten Linie zur jeweiligen Landebahn und erweitert sich trichterförmig, je weiter er sich von der Landebahn entfernt.
In Anflugschneisen von Flugplätzen kommt es zu erhöhter Lärmbelastung, da sich die Luftfahrzeuge auf geringer Höhe befinden. Deshalb gibt es für die Anwohner dieser Gebiete bestimmte Auflagen zum Einbau von Schallschutzfenstern, teils besondere Berechtigungen zum Bezug von Zuschuss-Leistungen für lärmdämmende Baumaßnahmen, oder Steuererleichterungen.